# Мальта (река)
Мальта (нем. Malta) — река в Каринтии, Австрия. Длина реки — 38 км. Средний расход воды в устье — 3,5 м³/с.
Площадь водосборного бассейна — 268,6 км². Высота устья — 732 м над уровнем моря. Высота истока — 1655 м над уровнем моря. Уклон реки — 34 м/км.
До строительства ГЭС Мальта истоком реки было слияние ручьёв Гросс-Лендбах и Клейне-Лендбах  в горах Высокого Тауэрна. Впадает в Лизер возле Гмюнда.
Мальта протекает по собственной долине Maltatal в юго-юго-восточном направлении, по большей части в одноименной коммуне.
ГЭС Мальта является самым мощным каскадом гидроэлектростанций в Австрии. Сооружение входящей в него плотины Кёльнбрайн сильно изменило характер реки. В частности, водосборный бассейн Мальты уменьшился на 117,3 км².

## Галерея

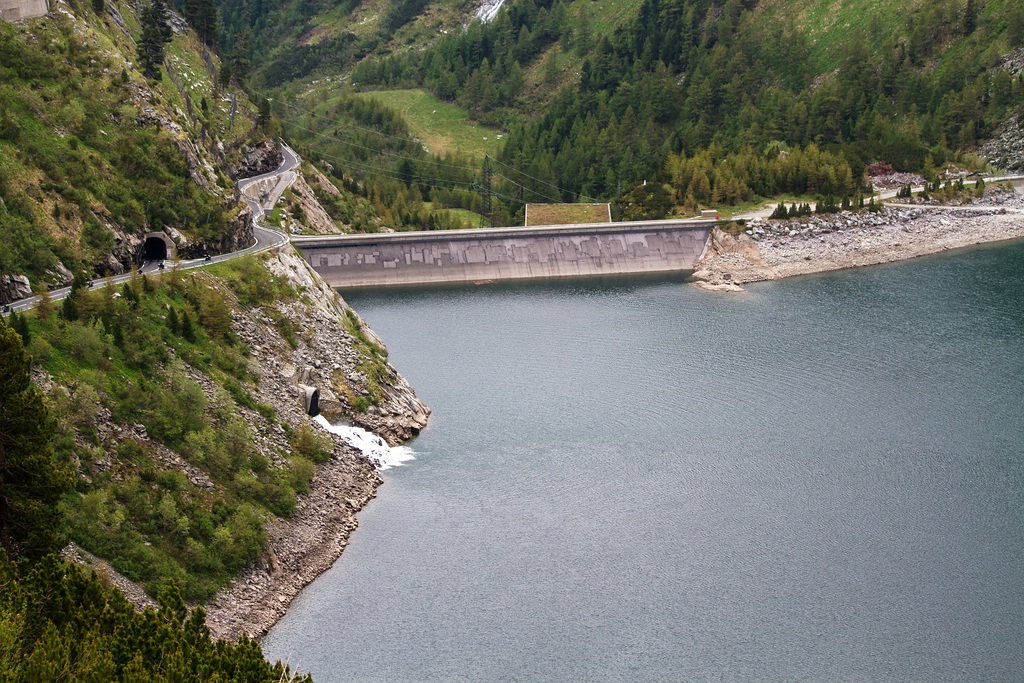
Гальгенбихлер, исток Мальты
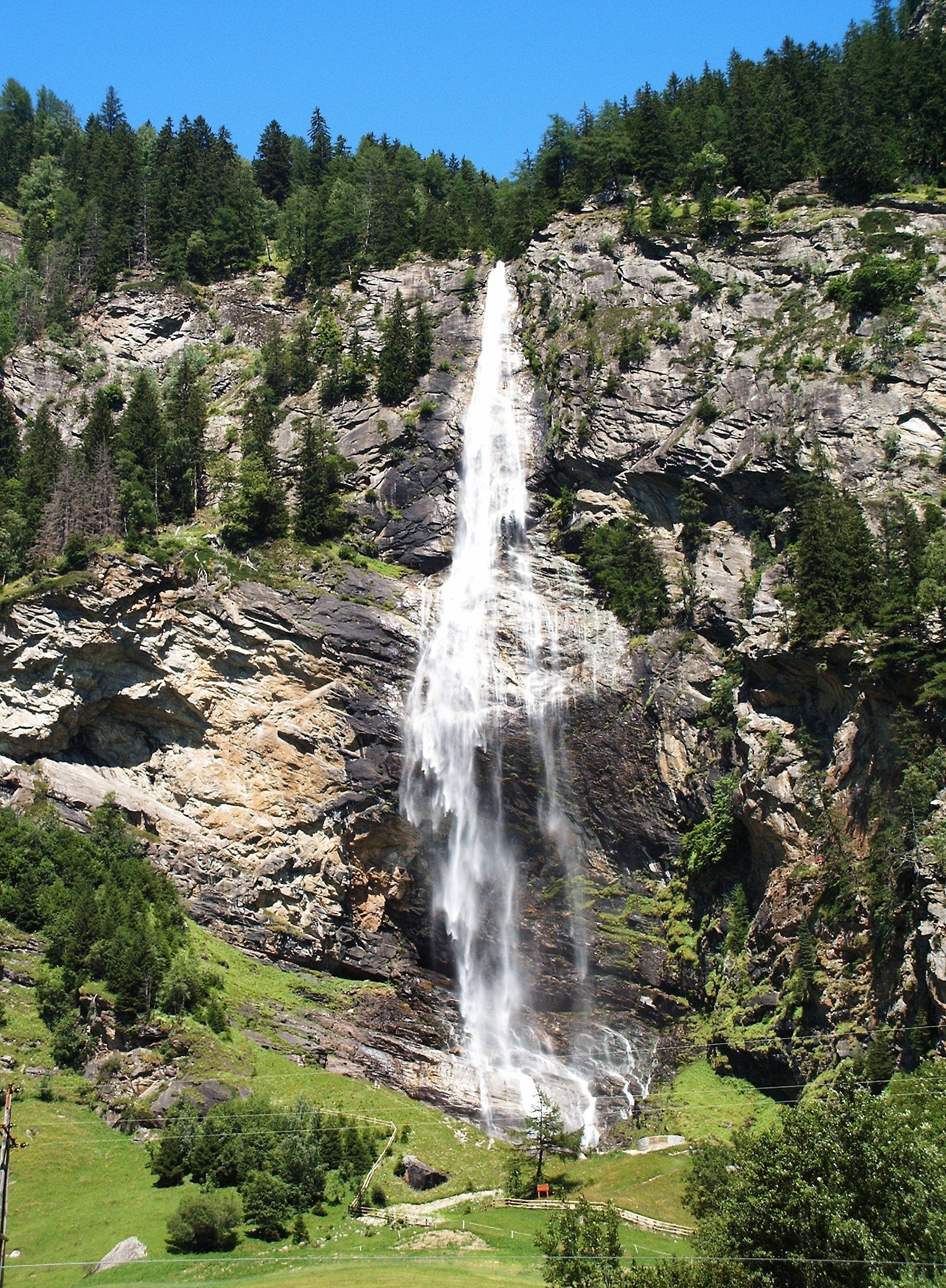
Водопад на Фалльбахе (приток Мальты)
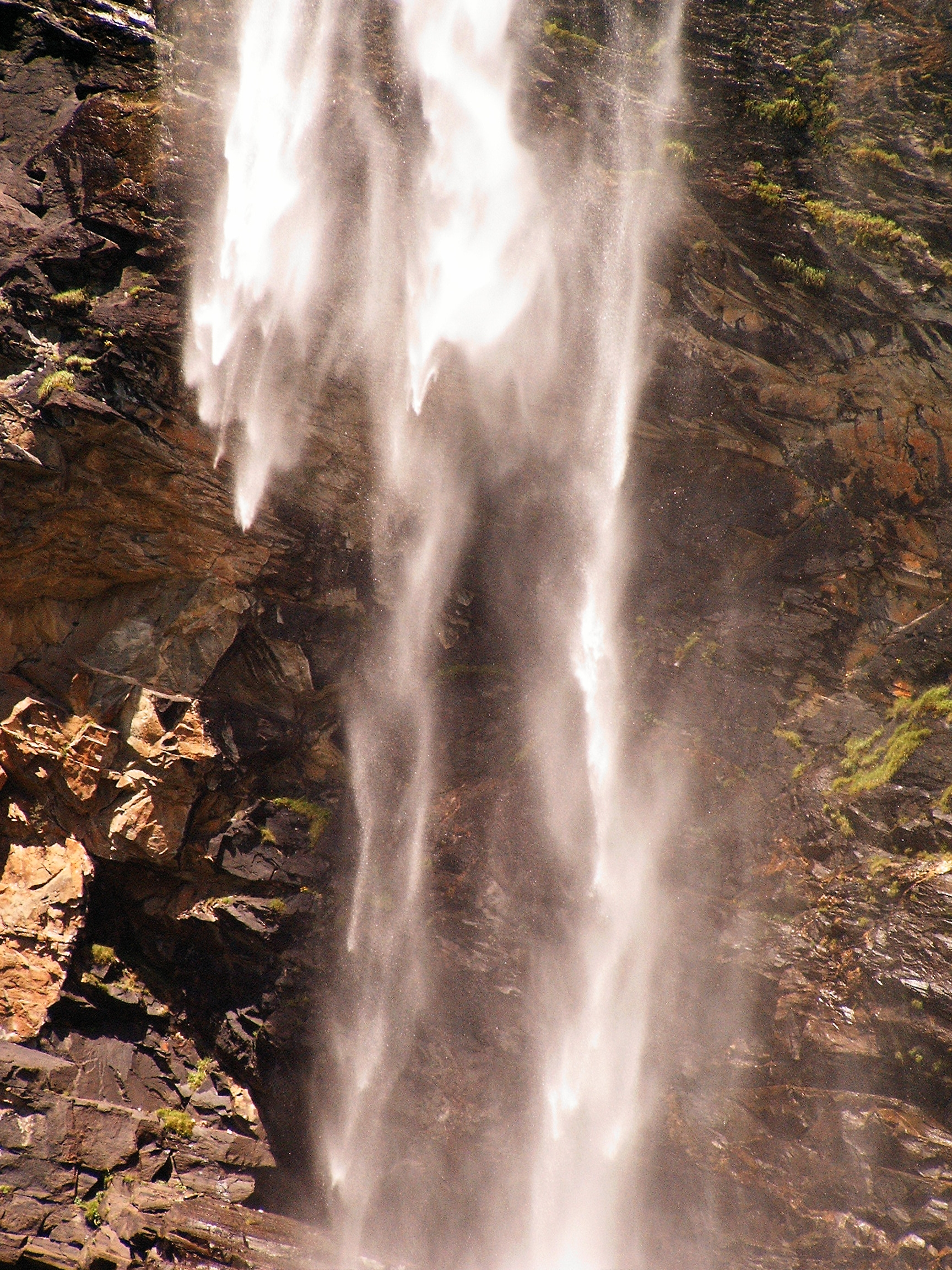
Водопад на Фалльбахе
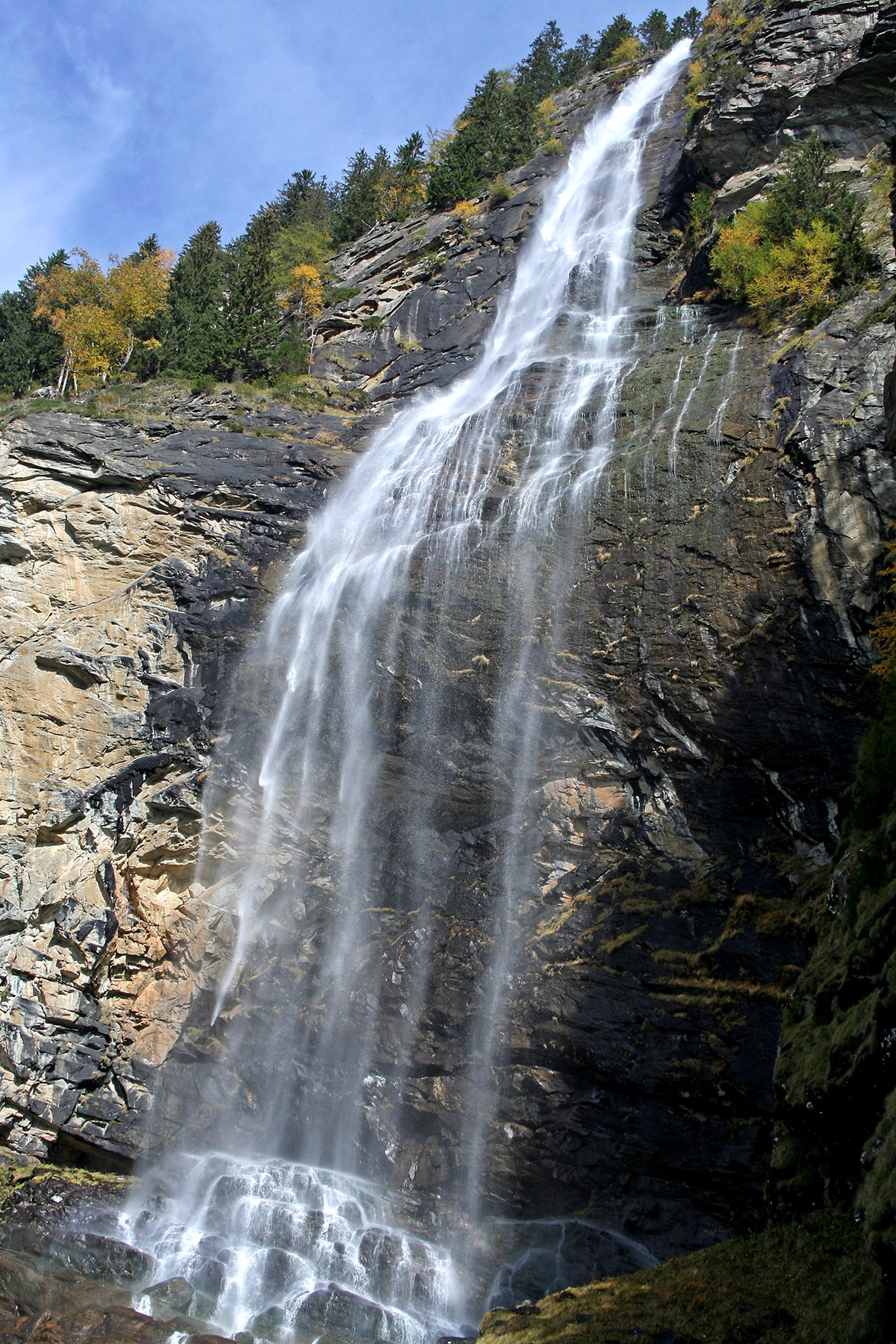
Водопад на Фалльбахе
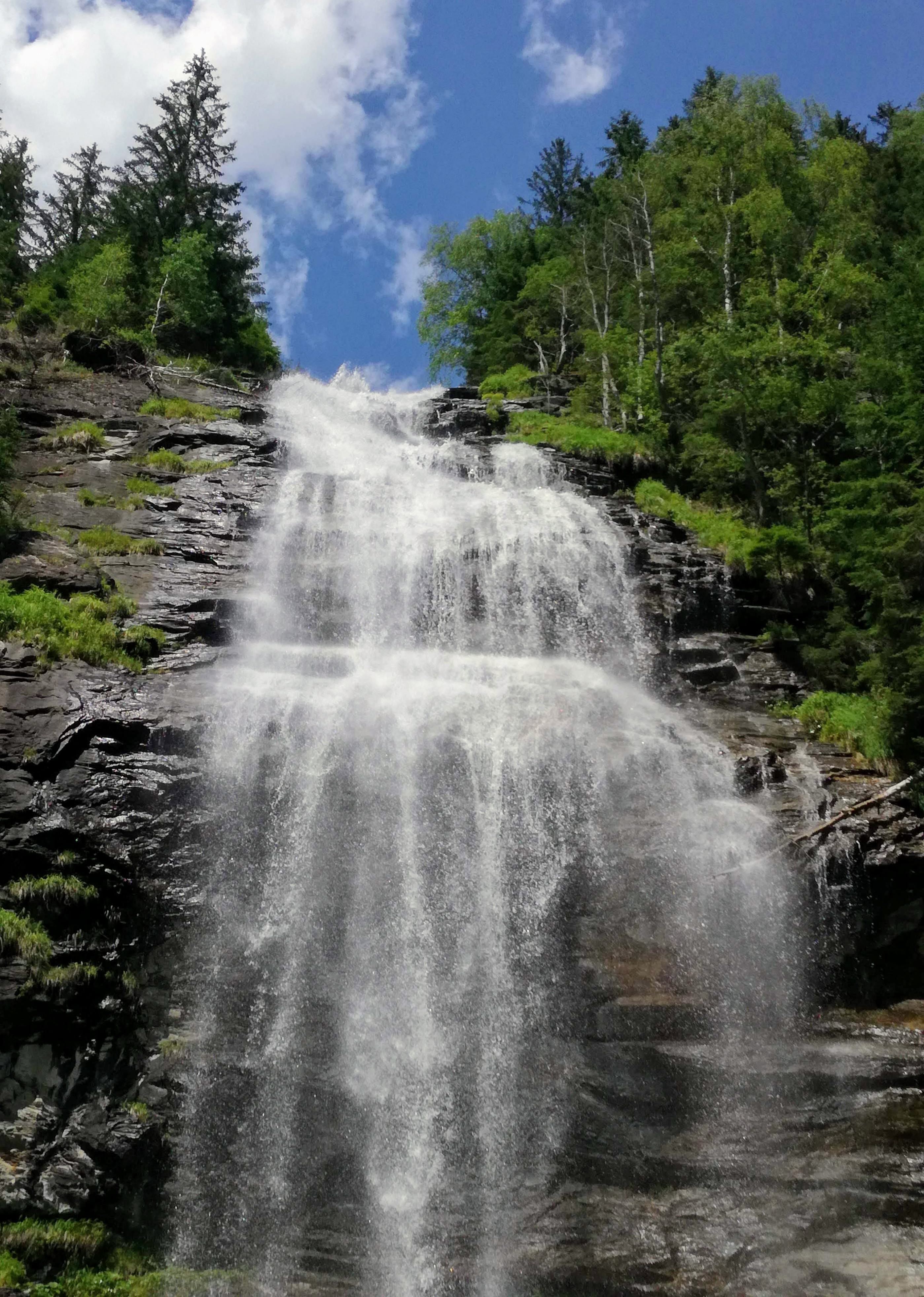
Водопад на Мельникбахе (приток Мальты)